# Лопсола
Лопсо́ла (рос. Лопсола, марій. Лопсола) — присілок у складі Куженерського району Марій Ел, Росія. Входить до складу Тум'юмучаського сільського поселення.
Стара назва — Лап-Сола.

## Населення
Населення — 85 осіб (2010; 116 у 2002).
Національний склад (станом на 2002 рік):
- марі — 99 %